# Egzekucja w Wólce Węglowej
Egzekucja w Wólce Węglowej – zbrodnia dokonana przez okupantów niemieckich wiosną 1943 roku. W okolicach wsi Wólka Węglowa na obrzeżach Puszczy Kampinoskiej rozstrzelano wówczas 15 osób.

## Okoliczności zbrodni
Podczas prac ekshumacyjnych, które Polski Czerwony Krzyż prowadził w okolicach Wólki Węglowej w dniach 14 i 16 maja 1947, odnaleziono pojedynczą zbiorową mogiłę. Kryła ona szczątki 15 ofiar egzekucji – w tym jednej kobiety. Kilka ciał było odzianych w kurtki koloru khaki (z grubszego materiału) oraz brezentowe spodnie. Według informacji uzyskanych od miejscowej ludności Niemcy mieli dokonać mordu na początku maja 1943. 
Historycy nie zdołali ustalić zbyt wielu informacji na temat przebiegu egzekucji. Nie udało się również zidentyfikować żadnego z ciał oraz nie ustalono, czy ofiary zostały przywiezione na miejsce kaźni z jednego z warszawskich więzień. Zbrodnia w Wólce Węglowej – podobnie zresztą jak egzekucje przeprowadzane w pobliskich Laskach oraz na Wydmach Łuże – jest jednak zaliczana do tzw. „egzekucji pierścienia warszawskiego”.
Szczątki 15 osób zamordowanych w Wólce Węglowej pochowano na cmentarzu w Palmirach, gdzie obecnie spoczywają wraz z ciałami ponad 2000 ofiar niemieckiego terroru, odnalezionymi po wojnie w pozostałych miejscach kaźni nieopodal Warszawy.